# ورنرسبرگ
ورنرسبرگ (به آلمانی: Wernersberg) یک شهر در آلمان است که در زودلیشه واینشتراسه واقع شده‌است. ورنرسبرگ ۱٬۱۶۷ نفر جمعیت دارد.